# موارا
موارا شهری در شهرستان تانسیلا در استان بانوا در بورکینافاسوی غربی است و جمعیت آن ۸۷۵ نفر است.